# Richtstätten in Tirol
Richtstätten (auch: Richtplatz oder Richtstatt) bestanden in verschiedenen Gemeinden in Tirol. Richtstätten waren früher Orte, an denen Verurteilte hingerichtet wurden. Ob, wie z. B. in Wien (siehe Wiener Hinrichtungsstätten), Hinrichtungen zur Abschreckung manchmal auch direkt am Tatort stattfanden, ist in Tirol bislang nicht gesichert nachgewiesen. Wie bei vielen Richtstätten liegen die Entstehungsgeschichten auch im Tirol im Dunkeln und sind die jeweils ersten dort vorgenommenen Hinrichtungen in keinen Quellen verzeichnet. Wie viele Todesurteile in Tirol vollstreckt wurden, ist daher unbekannt.

## Lage
Diese ehemaligen Richtstätten befinden sich in den verschiedenen Gemeinden an unterschiedlichsten Orten, überwiegend außerhalb des Siedlungsgebietes. Seit dem Jahr 1497 waren in Tirol zwei Scharfrichter angestellt. Einer hatte den Dienstsitz in Hall (Nordtirol) und der andere in Meran (Südtirol). Die Richtstätten wurde 1787, als die Todesstrafe in Österreich für die normale Strafgerichtsbarkeit abgeschafft wurde (Josephinisches Strafgesetz), kurzfristig obsolet. 1795 – nach dem Tod Joseph II. –  wurde die Todesstrafe wieder eingeführt. Die meisten der alten Richtstätten wurden jedoch nicht wieder in Betrieb genommen. Exekutionen fanden nun bei den Gerichten in Innsbruck oder Bozen statt. Bekannt sind seit dem Spätmittelalter bis in die Neuzeit zumindest folgende Richtstätten:

### Amtsbezirk des Scharfrichters von Hall
- Ein Richtplatz (Galgen) befand sich in Ehrenberg, südlich von (Reutte);
- Burg Freundsberg bei Schwaz, nördlich des Inn am Fahrweg nach Stans, Abzweigung zum Abdeckerhaus;
- Hall/Thaur, östlich der Stadt an der Straße nach Mils (Milser Tor). Ursprünglich war der Richtplatz in Thaur (bei Burg Thaur), wurde aber 1458 verlegt;
- In Hörtenberg wird ein Richtplatz mit Galgen erwähnt, um 1750 am Lengeberg bei Oberhofen;
- In Imst befand sich der Richtplatz beim Galgenbühel an der Hauptstraße;
- Köpflplatz in Innsbruck, am unteren Anfang der Weiherburggasse. Zwei Hinrichtungen von Bauernführern fanden  1526 vor dem Goldenen Dachl statt. 1536 wurde hier auch Jakob Hutter, der Anführer der Täufer, getötet, und 1526 wurde Balthasar Dosser hier gevierteilt. 1721 wurde westlich zur Mariahilfkirche beim Sauanger ein weiterer Köpflplatz errichtet. Nach 1800 wurde am Prügelbauplatz, nördlich der Johanneskirche, exekutiert. Die letzte Hinrichtung fand am Prügelbauplatz am 14. Dezember 1861 statt und danach wurde im Hof des Gerichtsgebäudes getötet;
- Kitzbühel, in der Nähe der heutigen Eisenbahnstation „Schwarzsee“;
- Kufstein, in der Nähe des Weilers Eichelwang;
- In Landeck bestand ein Richtplatz am Kreuzbichel;
- Der Richtplatz (Galgen) bei Laudegg war bei der Pontlatzer Brücke bei Prutz;
- In Naudersberg war der Richtplatz südlich des Ortes;
- Rattenberg hatte drei Richtstätten. Einmal östlich der Zillerbrücke bei der Gemeinde Bruck am Ziller – nur für Hinrichtungen mit dem Strang (die Richtstätte wurde 1683 aufgegeben). Die zweite mitten in der Stadt und die dritte am Maukenbach (von Rattenberg östlich, Straße nach Kundl);
- Rottenburg (heute: Rotholz) war ein Richtplatz in der Nähe der Zillerbrücke bei der Gemeinde Bruck am Ziller. In unmittelbarer Nähe zum Richtplatz von Rattenberg;
- Sonnenburg bei Innsbruck. Ursprünglich in der Nähe der Weiherburg, danach ab etwa 1330 in der Nähe der Allerheiligenhöfe ein Galgen;
- In Steinach am Brenner befand sich der Richtplatz nördlich, in unmittelbarer Nähe zur Sill, östlich der Landstraße;
- Vellenberg, in der Nähe der Burg Vellenberg ein Galgen;
- In Vils befindet sich der Galgenberg, der auf die Richtstätte hindeutet.

### Amtsbezirk des Scharfrichters von Meran
- Das Gericht Altrasen hatte die Richtstätte in Niederrasen, später wurde der Richtplatz vom Ort weiter entfernt bei der Landstraße auf den Gries verlegt;
- Der Richtplatz des Landgerichts Bozen/Gries befand sich an der Straße nach Gries am rechten Talferufer in der Nähe der Talferbrücke, das entsprechende Gerichtsrad ist bereits 1541 auf einer Stadtvedute dokumentiert[6];
- Enn und Kaldiff hatten einen Galgen an der Straße von Neumarkt nach Salurn bei St. Florian;
- In Glurns sind mehrere Richtstätten bekannt. So befand sich eine an der Landstraße zwischen Taufers und Münster, eine weitere auf dem Tartscher Bühel und eine weitere vor der Stadt;
- Gufidaun hatte einen Galgen, der genaue Standort ist heute nicht mehr bekannt;
- Heinfels hatte einen Galgen, der in Klettenheim, östlich von Sillian, stand;
- In der Nähe des Kalterer Sees, an der Gerichtsgrenze, befand sich der Richtplatz von Kaltern;
- Karneid / Steinegg verfügten über einen Galgen bei der Breitbachbrücke (Gemeinde Blumau) und ein Köpfplatzl;
- Bei Kastelruth stand der Galgen auf dem Galgenbichl;
- Kurtatsch hatte einen Galgen südlich der Gemeinde bei der Ortschaft Breitbach;
- Lienz hatte eine Richtstatt mit Galgen östlich der Stadt auf der sogenannten Galgentratte;
- Meran nahm eine zentrale Stellung ein, zwölf Gerichte mussten Delinquenten nach Meran überstellen. Die Richtstätte mit Galgen stand an der Passer beim hölzernen Steg. Erwähnt wird auch ein Galgen am Sinnichkopf bei Untermais (strittig). Am Ultner Tor (inzwischen abgerissen) befand sich ein sogenannter Köpflplatz, wo die Hinrichtungen mit dem Schwert vollzogen wurden;
- Michelsburg hatte einen Galgen, der bis 1697 auf einem Hügel in der Nähe von St. Lorenzen stand. Der Galgen wurde danach auf einen anderen Hügel in der Nähe übertragen, nachdem auf dem bisherigen Galgenhügel eine Kapelle errichtet wurde;
- Neuhaus/Terlan hatte eine Richtstätte westlich von Terlan auf dem Rauhenbühel (früher: Janegger Bühel genannt);
- Der Galgen von Rodenegg befand sich in Schabs;
- Salurn verfügte über eine Richtstätte beim sogenannten Galgenbühel, zwischen der Etsch und der Landstraße;
- Sarnthein hatte eine Richtstätte in Öttenbach;
- bei Schlanders befand sich die Richtstätte (Galgen) bei Goldrain (Schanzen);
- Stein am Ritten hatte den Richtplatz auf dem Pipperbichl (auch: Galgenbichl oder Hexenbichl) unterhalb des Klobensteins;
- Sterzing hatte die Richtstätte südlich des Ortes beim Ort Tschöfs (Galgenwiese);
- In Villanders befand sich die Richtstätte bei der Mündung des Zargenbachs in den Eisack bei der Landstraße;
- Die Richtstätte in Völs am Schlern war vermutlich in der Nähe der Burg Prösels;
- Der Galgen von Welsberg und Ampezzo befand sich an der Gerichtsgrenze zwischen den Gemeinden (Schluderbach/Peutelstein);
- Wolkenstein hatte die Richtstätte bei Col dala Pelda.

### Veränderung der Amtsbezirke
Die Amtsbezirke wurden zwischen dem Meraner und dem Haller Scharfrichter im Laufe der Jahrhunderte immer wieder geringfügig angepasst bzw. erweitert. 1500 wurde der Amtsbezirk des Meraner Scharfrichters um die Grafschaft Görz (Pustertal) erweitert. 1504 kamen Kufstein, Kitzbühel und Rattenberg aufgrund des Landshuter Erbfolgekrieges an Tirol hinzu, und der Haller Scharfrichter wurde am 21. Februar 1513 formell beauftragt, auch hier Exekutionen vorzunehmen (faktisch bereits seit 1504). 1528, 1534 und 1708 wurden von der Tiroler Regierung (unvollständige) Verzeichnisse aufgelegt, welcher Scharfrichter in welchem Gericht zuständig sein soll. Ab 1552 war der Meraner Scharfrichter auch für das Engadin (Graubünden) zuständig. Das Gericht Sterzing wurde 1738 vom Meraner in den Amtsbereich des Haller Scharfrichters übertragen. Lienz war ursprünglich dem Meraner Scharfrichter zugeteilt, kam jedoch am 4. Dezember 1723 aufgrund eines Beschlusses der Regierung an den Haller Scharfrichter.
In Ehrenberg, südlich von Reutte wurde teilweise auch der Scharfrichter aus Füssen beauftragt, nicht nur der Haller Henker.

## Nach dem Vollzug
Wie in vielen anderen Hochgerichten blieben auch in Tirol die Leichen der Getöteten auf Anweisung des Gerichtes unter Umständen zur Abschreckung jahrelang am Galgen hängen oder auf das Rad geflochten. Der Galgen war somit ein deutliches Symbol obrigkeitlicher Macht und der von ihnen ausgeübten Form der Gerechtigkeit. „Während die Obrigkeit zunehmend die Hinrichtung vor allem zu einer Machtdemonstration ausbaute und dem Volk keine Mitwirkung mehr gewähren wollte, gestaltete das Volk seinerseits die Straffeste und Hinrichtungen geradezu zu Volksfesten, bei denen es nicht nur Zeuge der Abstrafung eines Verbrechers war, sondern Teilnehmer eines Opfergangs, der die Gesellschaft reinigte.“
Hingerichtete wurden regelmäßig in ungeweihter Erde begraben, oft direkt in der näheren Umgebung des Galgen. Die ausdrückliche Anordnung der Vergrabung der Hingerichteten beim Galgen oder einer vorher bestimmten Stelle bzw. der Asche von Hingerichteten, wie dies auch in Tirol überliefert ist, hängt auch mit der angeblich starken magischen Wirkung zusammen, die mit deren Überresten verbunden sein sollten.